# Rachel Briceová
Rachel Briceová, nepřechýleně Brice (* 15. června 1972), je americká tanečnice a choreografka. Působila jako profesionální tanečnice břišního tance ve stylu American Tribal (American Tribal Style Belly Dance), odvozeném od stylu břišního tance.

## Životopis
Narodila se 15. června 1972 v Seattlu ve státě Washington a vystudovala San Francisco State University. V 17 letech se naučila jógu a břišní tanec. Svět tance objevila při sledování vystoupení Hahbi'Ru na veletrhu Renaissance Fair v Severní Karolíně v roce 1988 a břišní tanec se naučila od Ateshe, ředitele Atesh Dance Troupe. Před výukou jógy v roce 1996 chvíli cvičila jógu s pomocí svého instruktora jógy Ericha Schiffmanna.
Tanečnicí je od roku 1999. Na počátku 21. století navštěvovala kurzy břišního tance u Caroliny Nericcio a Jill Parker. V roce 2001 byla najata hudebním producentem Milesem Copelandem III a vystupovala a koncertovala s Bellydance Superstars, profesionální taneční společností Bellydance založenou v San Franciscu v Kalifornii v roce 2002. Produkovala také vzdělávací a performance DVD s břišním tancem a vydala sérii hudebních CD obsahujících písně použité v představení.
V roce 2003 založila v San Francisku The Indigo Belly Dance Company, taneční společnost specializující se na břišní tanec, a předváděla American Tribal Style Belly Dance, odvozený od stylu břišního tance. Kromě toho vydala vzdělávací videa zaměřená na jógu a břišní tanec a pořádala workshopy ve Spojených státech, Evropě, Asii a Austrálii. Založila také Studio Datura v Portlandu v Oregonu a zahájila program přístupu 8 elementů k břišnímu tanci. V roce 2012 založila Datura Online, online přednáškové studio pro jógu a břišní tance.

## Seznam prací

### Výkonnostní video
- Bellydance Superstars Live in Paris: Folies Bergere
- Bellydance Superstars Solos in Monte Carlo
- Bellydance Superstars

### Vzdělávací video
- Tribal Fusion: Yoga, Isolations and Drills a Practice Companion with Rachel Brice
- Rachel Brice: Belly Dance Arms and Posture
- Serpentine: Belly Dance with Rachel Brice (DVD, video)